# Samsung Galaxy F52 5G
O Samsung Galaxy F52 5G é um smartphone Android de gama média fabricado pela Samsung Electronics como parte da série Galaxy F. É o primeiro dispositivo com capacidade 5G da série Galaxy F. Foi anunciado em maio de 2021 na China e é o primeiro telefone da série Galaxy F disponível na China.

## Lançamento
O Samsung Galaxy F52 5G só foi lançado na China até agora. Custa CNY1.999 (US$ 310/€ 255) na China e é vendido com 8 GB de RAM e 128 GB de armazenamento interno.